# Hays (Montana)
Hays – jednostka osadnicza w Stanach Zjednoczonych, w stanie Montana, w hrabstwie Blaine.